# Azatek
Azatek (in armeno Ազատեկ?) è un comune di 600 abitanti (2001) della Provincia di Vayots Dzor in Armenia.